# Echo Kellum
Echo Kellum es un actor y comediante estadounidense. Es conocido por sus papeles como Curtis Holt en la serie de The CW Arrow,  Tommy en la comedia de FOX Ben y Kate, y Hunter en Sean Saves the World.

## Biografía
Nacido en Chicago, Illinois, se trasladó a Los Ángeles a finales de 2009 para seguir una carrera en la comedia. Se graduó de The Groundlings, I.O. West, y el Upright Citizens Brigade.

### Carrera
Kellum ganó su primer papel importante en 2012 cuando fue elegido en la comedia de FOX Ben y Kate (entonces titulado Ben Fox Is My Manny) interpretando a Tommy, el mejor amigo del personaje principal Ben (Nat Faxon).  Después de Ben y Kate, Kellum dio el papel de Hunter en la serie de la NBC Sean salva al mundo protagonizada por Sean Hayes y Megan Hilty.
En 2015, Kellum fue elegido para el papel recurrente de Curtis Holt, basado en el personaje de DC Comics Mister Terrific, para la cuarta temporada de la serie de drama de The CW Arrow. Curtis es un sabio tecnológico e inventor que trabaja en Palmer Tech bajo la supervisión de Felicity Smoak, y que más tarde se convierte en un miembro del Equipo Arrow. En abril de 2016, se anunció que Kellum sería promovido al elenco principal de la serie a partir de la quinta temporada, estrenada en octubre de 2016.
En 2017, Kellum será visto en la película de Netflix, Girlfriend's Day como Madsen, un poeta golpeado y compañero de trabajo del personaje de Bob Odenkirk.

## Filmografía
| Año         | Título                               | Personaje                       | Notas |
| ----------- | ------------------------------------ | ------------------------------- | --- |
| 2012        | Comedia Bang! Bang!                  | Ciudadano preocupado            | Episodio: "Zach Galifianakis lleva una chaqueta azul y calcetines rojos"                                                    |
| 2012-2013   | Ben y Kate                           | Tommy                           | Papel principal, 16 episodios                                                                                               |
| 2012-2013   | Hot in Cleveland                     | Aaron / Johnny                  | Episodios: "Hot & Heavy", "Love Is All Around"                                                                              |
| 2013        | NTSF:SD:SUV                          | Clarence / Lex                  | Episodios: "Inertia", "Unfrozen Agent Man"                                                                                  |
| 2013        | Key y Peele                          | Miembro de la banda Funk        | Episodio # 3.9 |
| 2013        | Comedia Bang! Bang!                  | Tiberius Jones                  | Episodios: "Aziz Ansari lleva una chaqueta de carbón", "Zach Galifianakis lleva un traje de Santa"                          |
| 2013 - 2014 | Sean Saves the World                 | Cazador                         | Función principal, 15 episodios (2 no salieron al aire)                                                                     |
| 2013 - 2014 | Rick y Morty                         | Jacob / Brad / Primer compañero | Papeles de voz; 3 episodios                                                                                                 |
| 2014        | Two to Go                            | Mella                           | Piloto de la televisión sin vender                                                                                          |
| 2015        | Shangri-La Suite                     | Hepcat                          | Película |
| 2015        | Dead People                          | Doug                            | Piloto de la televisión sin vender                                                                                          |
| 2015        | A to Z                               | Joseph                          | Episodios: "J es para Jan Vaughan", "K es para mantener fuera"                                                              |
| 2015        | Drunk History                        | Lew Alcindor                    | Episodio: "Cleveland" |
| 2015        | The League                           | Sr. McGibblets                  | Episodio: "El banquero del Yank"                                                                                            |
| 2015        | You're the Worst                     | Tall Nathan                     | 4 episodios |
| 2015-2020   | Arrow                                | Curtis Holt/Mister Terrific     | Recurrente (Temporada 4; 11 episodios) Principal (Temporada 5-7; 59 episodios) Invitado especial (Temporada 8; 2 episodios) |
| 2017        | Girlfriend's Day                     | Madsen                          | Película |
| 2017        | DC's Legends of Tomorrow             | Curtis Holt/Mister Terrific     | 2 episodios |
| 2023        | Are You There God? It's Me, Margaret | Mr. Benedict                    | Película |
| 2023        | Ex-Husbands                          | Chris                           | Película |